# Axess (toegangssystemen)
Axess AG is een Oostenrijkse multinational die ticket- en toegangssystemen produceert voor skiliften, handelsbeurzen, congressen, stadia, attractieparken, toeristische attracties en vervoer van toeristen. Het produceert chipkaarten, tourniquets en POS-systemen. Het bedrijf werd in 1998 opgericht. De hoofdzetel bevindt zich in Anif bij Salzburg, met een fabriek in Innsbruck. Samen met concurrent Skidata domineert Axess de markt van skipassen en toegangssystemen voor skiliften in wintersportgebieden.